# Маллинз, Шон
Шон Маллинз (англ. Shawn Mullins, род. 8 марта 1968, Атланта) — американский автор-исполнитель песен.

## Биография
Родился и вырос в Атланте, штат Джорджия. Учился в местном North Georgia College & State University по программе армейского Корпуса подготовки офицеров запаса, после чего в течение 8 лет служил в резерве Армии США. В начале и середине 1990-х годов выпустил несколько альбомов на собственном лейбле SMG. Тем не менее, известность Маллинза не выходила за пределы родной Атланты, пока в конце 1990-х годов песню «Lullaby» («Колыбельная») не начала ставить в эфир местная радиостанция 99X. После этого контракт с артистом заключила компания Columbia Records. Последний из альбомов музыканта Soul’s Core был переиздан и достиг позиции № 54 в американском хит-параде Billboard 200. Ещё большего успеха добился сингл «Lullaby», который попал на вершину хит-парада Adult Top 40 и стал седьмым в Billboard Hot 100. За исполнение этой песни в 1999 году Маллинз был номинирован на премию «Грэмми», однако награда досталась Эрику Клэптону.
Успех песни «Lullaby» сделал Маллинза звездой, однако развить успех на ниве поп-музыки не удалось: вышедший в 2000 году альбом Beneath the Velvet Sun в Billboard 200 не попал. В 2002 году Маллинз вместе с музыкантами Мэтью Свитом (Matthew Sweet) и Питом Дроджем (Pete Droge) стал участником супергруппы The Thorns. Группа исполняла акустический рок со сложными гармониями, вызывая ассоциации с Crosby, Stills & Nash, однако просуществовала всего два года, успев выпустить одноимённый альбом.
Продолжая сольную карьеру, Маллинз расстался с Columbia Records, заключил контракт с независимым лейблом Vanguard Records и вернулся к исполнению фолк-музыки, в меньшей степени ориентированной на массового слушателя. В 2006 году он выпустил альбом 9th Ward Pickin Parlor, получивший положительные отзывы критиков. В частности, музыкальный обозреватель В. Баронин писал, что 9th Ward Pickin Parlor — альбом «безо всякого преувеличения, великий», и отметил «одаренность Шона-мелодиста, его чутье на неперегруженные, но очень интересные аранжировки и то, что зовется умением держаться корней».
В 2008 году на том же лейбле вышел альбом Honeydew (рецензент журнала Vintage Guitar отметил, что песни по-прежнему представляют собой «эклектичное сочетание рока, фолка и R&B», и сравнил вокал Маллинза с пением Стива Гудмана). В 2010 году артист выпустил альбом Light You Up, а ещё через пять лет — My Stupid Heart, по словам самого Шона, «наиболее личный альбом за последние годы».

## Сольные студийные альбомы
- 1990 — Shawn Mullins (SM Records)
- 1991 — Everchanging World (SMG)
- 1992 — Better Days (SMG)
- 1994 — Big Blue Sky (SMG)
- 1996 — Eggshells (SMG)
- 1998 — Soul’s Core (Columbia)
- 2000 — Beneath the Velvet Sun (Columbia)
- 2006 — 9th Ward Pickin Parlor (Vanguard Records)
- 2008 — Honeydew (Vanguard Records)
- 2010 — Light You Up (Vanguard / Welk)
- 2015 — My Stupid Heart (Rounder / Sugar Hill)